# 菩故须苛战争
《菩故须苛战争》是1983年由ASCII公司和住井浩司開發、ASCII發行的一款動作、戰略和角色扮演混為一體的遊戲。

## 外部連結
- 菩故须苛战争（X1） （页面存档备份，存于）在GameFAQs
- 菩故须苛战争（MSX） （页面存档备份，存于）在GameFAQs